# Нижние Тёплые Станы
Нижние Тёплые Станы — бывшая деревня, вошедшая в состав Москвы 17 августа 1960 года. Находилась на левой стороне Старой Калужской дороги, около современного Калужского шоссе.

## История
Возникла при переселении крестьян села Уское Тихоном Никитичем Стрешневым в 1701 году на месте пустоши Возцы. 
Далее деревня переходит к Голицыным.  По данным конца 1760-х годов, Нижние Тёплые Станы (14 дворов с 24 душами мужского пола и 28 — женского) значилась владением князя Бориса Васильевича Голицына — мужа Екатерины Ивановны Стрешневой, внучки и наследницы Тихона Стрешнева. Затем деревня переходит к его внуку, Егору Алексеевичу Голицыну. После смерти Егора Алексеевича в 1811 году деревня отходит к его старшей сестре,  Марии Алексеевне.
В 1812 году Мария Алексеевна  вышла замуж за Петра Александровича Толстого, благодаря чему Нижние Теплые Станы перешли во владение рода Толстых. После смерти Петра Александровича Нижние Теплые Станы отходят к его сыну – генерал- майору Владимиру Петровичу Толстому, который владел деревней до 1875 года. Барского дома в деревне  не было, то время Нижние Тёплые Станы славились удивительными по красоте вишневыми садами. В 1890 году в Нижних Теплых Станах проживало 76 человек. 
В 1930-е годы деревня Верхние Теплые Станы объединена с Нижними Теплыми Станами в одну деревню Теплый Стан. В 1960 году  после строительства Московской кольцевой автодороги деревня была  включена в черту столицы, а позднее началось массовое жилищное строительство. В 1968–1991 годах территории Нижних и Верхних Теплых Станов входили в состав Черемушкинского района Москвы.